# Żytyczi Żytomierz
Żytyczi Żytomierz (ukr. Обласний футбольний клуб «Житичі» Житомир, Obłasnyj Futbolnyj Kłub "Żytyczi" Żytomyr) – ukraiński klub piłkarski z siedzibą w Żytomierzu.

## Historia
Chronologia nazw:
- 2005—2006: Żytyczi Żytomierz (ukr. «Житичі» Житомир)

Klub piłkarski Żytyczi Żytomierz został założony w 2005 po tym, jak został rozwiązany klub Polissia Żytomierz. Klub był finansowany przez budżet wojewódzki. Inny klub MFK Żytomierz, który powstał również po rozwiązaniu Polissia, był finansowany przez budżet miejski.
Większość piłkarzy byłego "Polissia" przeniosło się do Żytyczi. Latem 2005 klub zgłosił się do rozgrywek Drugiej Lihi. Po tym, jak po 21 kolejce z przyczyn finansowych zrezygnował z rozgrywek MFK Żytomierz, do klubu dołączyło wielu piłkarzy. Sezon ukończył na 8 miejscu, jednak już w następnym sezonie nie przeszedł licencjonowania. Klub pozbawiono statusu profesjonalnego i został rozwiązany.

## Sukcesy
- 8 miejsce w Drugiej Lidze, grupie A:

2005/06
- 1/32 finału Pucharu Ukrainy:

2005/06

## Inne
- MFK Żytomierz
- Polissia Żytomierz